# Zone libre
Pour les articles homonymes, voir Zone et Zone libre (homonymie).
Ne doit pas être confondu avec France libre.

La France coupée en quatre : zone libre, zone occupée, zone annexée (Alsace-Moselle) et zone placée sous administration militaire allemande de Bruxelles (Nord de la France).

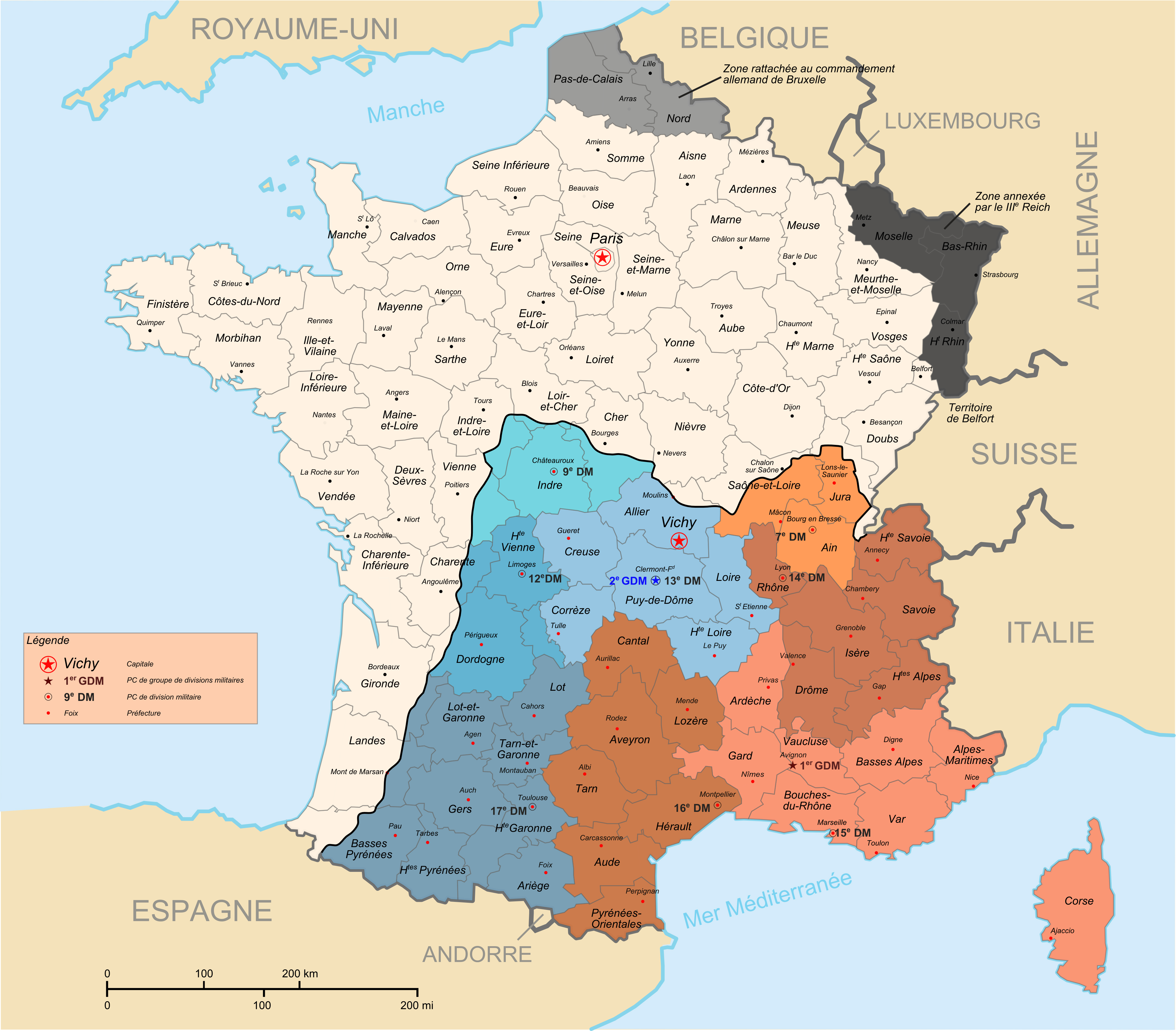
Carte des divisions militaires de l’Armée de Vichy dans la zone libre.

La zone libre est, pendant la Seconde Guerre mondiale, après la signature de l'armistice du 22 juin 1940, la partie du territoire français située au sud de la ligne de démarcation, la zone occupée par l'Armée allemande étant située au nord de cette ligne.
La zone libre est, comme l'ensemble du territoire et l'Empire, sous l'autorité du gouvernement de Vichy dirigé par le maréchal Pétain, qui porte le titre de chef de l'État français.
Le 11 novembre 1942, à la suite de l'opération Torch (débarquement allié en Afrique du Nord le 8 novembre), la zone libre est envahie par les Allemands et les Italiens, au cours de l'opération Anton. Dès lors, la zone libre est appelée « zone sud » et la zone occupée depuis l'Armistice est appelée « zone nord ».

## Origine de la zone libre
À la suite de la bataille de France, la convention d'armistice signée le 22 juin 1940, à la clairière de Rethondes, en forêt de Compiègne, entre le représentant du Troisième Reich allemand, le maréchal Keitel, et celui du gouvernement français du maréchal Pétain, le général Huntziger, stipule en son article 2 :

« En vue de sauvegarder les intérêts du Reich allemand, le territoire français, situé au nord et à l'ouest de la ligne tracée sur la carte ci-annexée, sera occupé par les troupes allemandes. […] »

La ligne de séparation du territoire français en deux zones est définie par un tracé figurant sur une carte annexée :

« […] commence, à l'est, à la frontière franco-suisse, près de Genève, et est jalonnée ensuite par les localités de Dole, Paray-le-Monial et Bourges, jusqu'à environ vingt kilomètres à l'est de Tours. De là, elle passe à une distance de vingt kilomètres à l'est de la ligne de chemin de fer Tours-Angoulême-Libourne, ainsi que, plus loin, par Mont-de-Marsan et Orthez, jusqu'à la frontière espagnole. »

Cette ligne de séparation du territoire prend effet le 25 juin 1940. Elle prendra par la suite le nom de ligne de démarcation.
La souveraineté française s'exerce sur l'ensemble du territoire, y compris la zone occupée (sauf, de fait, l'Alsace et la Moselle), mais dans la zone occupée, la convention d'armistice, en son article 3, stipule que l'Allemagne exerce les droits de la puissance occupante :

« Dans les régions occupées de la France, le Reich allemand exerce tous les droits de la puissance occupante. Le Gouvernement français s'engage à faciliter par tous les moyens les réglementations relatives à l'exercice de ces droits et à la mise en exécution avec le concours de l'Administration française. Le Gouvernement français invitera immédiatement toutes les autorités et tous les services administratifs français du territoire occupé à se conformer aux réglementations des autorités militaires allemandes et à collaborer avec ces dernières d'une manière correcte. »

La zone libre couvrait un territoire de 246 618 km2, soit 45 % du territoire français. La ligne de démarcation traversait treize départements : Basses-Pyrénées (Pyrénées-Atlantiques depuis 1969), Landes, Gironde, Dordogne, Charente, Vienne, Indre-et-Loire, Loir-et-Cher, Cher, Allier, Saône-et-Loire, Jura, Ain,. Sur un total de 90 départements, l'Armée allemande (la Wehrmacht) en occupait entièrement 45 et partiellement 13 ; 32 départements n'étaient pas occupés.

### La zone libre et l’Italie
Une zone d’occupation italienne est instituée par l’armistice du 24 juin 1940 signé à la villa Incisa, à Olgiata près de Rome, entre les représentants de la France et de l’Italie. Ce nouvel armistice est signé peu après l’armistice du 22 juin 1940 entre la France et l’Allemagne.
Cette zone d'occupation italienne se résume à quelques zones frontalières conquises par les troupes italiennes, dont Menton. Cette zone est d’importance réduite : 800 km2, 28 000 habitants, mais jouera un rôle essentiel dans la sauvegarde des Juifs et la relative protection qu'elle offrait aux résistants. Quatre départements français sont ainsi partiellement occupés : Alpes-Maritimes, Basses-Alpes (Alpes-de-Haute-Provence depuis 1970), Hautes-Alpes, Savoie.
En outre, une zone démilitarisée est établie en territoire français sur une largeur de 50 km à vol d’oiseau à partir de la zone d'occupation italienne en France.
La Corse n'est ni occupée, ni démilitarisée lors de cet armistice.

## La fin de la zone libre
La zone libre est envahie le 11 novembre 1942 (opération Anton, variante du plan Attila) par les Allemands et les Italiens à la suite du débarquement allié en Afrique du Nord le 8, et prend le nom de « zone sud », qui est partagée entre les deux envahisseurs. Ainsi, une zone recouvrant pratiquement toute la région à l'est du Rhône (la totalité des départements de Savoie, de Haute-Savoie, de l'Isère, de la Drôme, des Hautes-Alpes, des Basses-Alpes, du Vaucluse, du Var et des Alpes-Maritimes, avec des portions de ceux de l'Ain et de l'Ardèche), ainsi que la Corse, est attribuée aux Italiens,.
Après la capitulation de l'Italie fasciste rendue publique le 8 septembre 1943 (armistice de Cassibile), les troupes italiennes se retirent de la zone sud et sont remplacées aussitôt par les Allemands. Cependant, la présence de la Wehrmacht en Corse est de courte durée, puisque celle-ci est contrainte d'évacuer l'île le 5 octobre 1943 face aux actions combinées des partisans locaux, de l'armée française et des unités italiennes ayant changé de camp.

## Appellation et conjectures sur le découpage

### Autres appellations de la zone libre
Jusqu'en novembre 1942, les Allemands appellent cette zone libre Unbesetztes Gebiet c'est-à-dire la « zone non occupée » car la Wehrmacht n’occupe pas cette partie de la France.
La zone libre est surnommée la « zone nono », pour « non occupée ». Par un jeu de mots, puisque « nono » veut dire « non-non », la zone occupée est en conséquence surnommée « zone jaja » (c'est-à-dire « zone oui-oui » en allemand).
La zone libre sera aussi surnommée le « royaume du maréchal » par l’historien Jacques Delperrié de Bayac.

### Conjectures sur le découpage des zones
Pour l'historien Éric Alary, le découpage de la France en deux zones principales (zones libre et occupée) s'est inspiré en partie de l'imaginaire des écrivains pangermanistes, notamment de l’ouvrage de Adolf Sommerfeld publié en 1912 et traduit en français sous le titre Le Partage de la France, qui comporte une carte montrant une France partagée entre l’Allemagne et l'Italie selon un tracé qui épouse en partie celui de 1940.
Henri Espieux indique : « Pendant l'occupation, les Franciens furent séparés des Occitans par la trop fameuse « ligne de démarcation ». Nous avons longtemps pensé que le tracé de cette ligne avait été suggéré à Hitler par les romanistes de son entourage. Aujourd'hui nous croyons que cette frontière a été imposée à l'occupant par les réalités géopolitiques que nous connaissons bien ».